# Ioba
Ioba ist eine Provinz in der Region Sud-Ouest im westafrikanischen Staat Burkina Faso mit 227.536 Einwohnern auf 3251 km².
Die Provinz besteht aus den Departements Dissin, Oronkua, Dano, Guéguéré, Zambo, Ouéssa und Koper. Hauptstadt ist Dano.